# Martin Lundström
Pour les articles homonymes, voir Lundström.
Martin Lundström (né le 30 mai 1918 et mort le 30 juin 2016) est un fondeur suédois.

## Biographie
Il était le doyen des champions olympiques encore en vie, jeux d'hiver et d'été confondus.

## Palmarès

### Jeux olympiques
| Épreuve / Édition | St-Moritz 1948 | Oslo 1952 |
| 18 km             | Or             |           |
| 4 × 10 km         | Or             | Bronze    |

### Championnats du monde
| Épreuve / Édition | ' Lake Placid 1950 |
| 4 × 10 km         | Or                 |